# جوها هيلين
جوها هيلين (بالفنلندية: Juha Helin)‏ هو لاعب كرة قدم فنلندي في مركز الدفاع، ولد في 4 يناير 1954 في كيمي في فنلندا. شارك مع منتخب فنلندا لكرة القدم. أما مع النوادي، فقد لعب مع نادي روفانييمن بالوسورا وهكا.

## وصلات خارجية
- جوها هيلين على موقع الاتحاد الدولي (مؤرشف)  (الإنجليزية)
- جوها هيلين على موقع قاعدة بيانات كرة القدم.إي يو (الإنجليزية)
- جوها هيلين على موقع ناشيونال فوتبول تيمز (الإنجليزية)
- جوها هيلين على موقع عالم كرة القدم.نت (الإنجليزية)
- جوها هيلين على موقع أوليمبيديا (الإنجليزية)